# Тамбов (футбольный клуб)
«Тамбо́в» — бывший российский профессиональный футбольный клуб из одноимённого города Тамбов. С 2016 года выступал в ФНЛ. В 2019 году стал победителем ФНЛ и в сезонах 2019/20 и 2020/21 выступал в РПЛ. 

## История клуба

### ПФЛ

#### Сезон 2013/14
Для решения задачи выхода в Первенство ФНЛ был приглашён Сергей Передня из тренерского штаба «Томи». Команду пополнили новые игроки: Алексей Михалёв, Сергей Куликов, Сергей Васильев и ряд других. Свой первый домашний матч «Тамбов» провёл 22 июля 2013 года с клубом «Спартак-2», итог матча — 2:1 в пользу хозяев поля, два мяча забил Илья Спицын.

#### Сезон 2014/15
Клуб завершил 2014 год на 3 месте, одержав 12 побед, 7 раз сыграв вничью и лишь однажды проиграв. Весной борьба продолжилась, команда продолжала исправно набирать очки, но выше прыгнуть всё-таки не смогла. Однако итоговое третье место по итогам сезона 2014/15 всё равно стало победным. Бронзовые медали зоны «Центр» стали тогда наивысшим достижением тамбовского футбола за всю его историю. Кроме того, «Тамбов» стал самой результативной командой в зоне «Центр» сезона 2014/15: на счету футболистов 71 забитый мяч.

#### Сезон 2015/16
Перед началом сезона клуб возглавил Валерий Есипов. «Тамбов» досрочно победил в турнире зоны «Центр» ПФЛ и завоевал право участвовать в сезоне 2016/17 в первенстве ФНЛ впервые в своей истории: за 4 тура до конца первенства «Тамбов» на 12 очков опередил шедший вторым «Энергомаш» (Белгород), у тамбовского клуба было преимущество перед соперником по дополнительным показателям.

### ФНЛ

#### Сезон 2016/17
2 июня 2016 года было принято решение об участии клуба в Первенстве ФНЛ и назначении в скором времени Георгия Ярцева генеральным директором клуба. В сентябре главным тренером стал Андрей Талалаев. Сезон 2016/17 ФК «Тамбов» закончил на 5 месте, одержав 15 побед, 12 раз сыграв вничью и набрав 57 очков. В последнем туре команда боролась с клубом «СКА-Хабаровск» за стыковые матчи, но, сыграв вничью, потеряла возможность выступать в них.

#### Сезон 2017/18
ФК «Тамбов» занял 4-е место и попал в стыковые матчи за выход в РФПЛ, но проиграл оба матча пермскому «Амкару» (0:2, 0:1).

#### Сезон 2018/19
В предсезонный период Талалаев покинул пост главного тренера. Новым тренером был назначен Мурат Искаков. 22 апреля 2019 клуб назначил новым главным тренером Александра Григоряна. По итогам сезона «Тамбов» впервые в истории вышел в РПЛ.

### РПЛ

#### Сезон 2019/20
Клуб дебютировал в РПЛ. По ходу сезона Александр Григорян покинул пост главного тренера, его место занял Сергей Первушин (и. о.), которого затем сменил Тимур Шипшев. В итоге команда заняла 14-е место. Из-за отмены стыковых матчей с клубами ФНЛ, причиной чему стала пандемия COVID-19, команда смогла закрепиться в высшем дивизионе. Все домашние матчи клуб проводил за пределами региона (в Тамбове играла лишь команда-участница молодёжного первенства).

#### Сезон 2020/21
Из-за несоответствия стадиона в Тамбове требованиям РПЛ клуб продолжал проводить матчи на «Мордовия Арене» в Саранске, а команда проживала в Тарасовке Московской области. В сентябре появилась информация о задолженности клуба перед игроками за летние месяцы. В ноябре 2020 спортивный директор клуба Павел Худяков заявил, что клуб не получает областного финансирования с июня, а РФС запретил «Тамбову» регистрировать новых игроков.
В декабре в отношении «Тамбова» было вновь возбуждено административное дело за невыплату зарплаты. В конце января генеральный директор Ольга Коновалова заявила, что на 99 % клуб прекратит существование, а по словам главного тренера Сергея Первушина в команде оставалось девять игроков. Перед весенней частью чемпионата команда занимала последнее место с 13 очками после 19 матчей и отставала на одно очко от зоны стыковых матчей и на восемь — от 12 места. В оставшихся 11 матчах РПЛ «Тамбов» не набрал ни одного очка, проиграв все матчи.
В феврале руководство «Тамбова» подало иск в арбитражный суд о признании организации банкротом. Размер кредиторской задолженности клуба на тот момент составлял более 535 миллионов рублей. 19 февраля стало известно о том, что РПЛ перечислила клубу дополнительные деньги в размере 44 млн рублей, что позволило команде избежать банкротства и доиграть оставшиеся матчи сезона в чемпионате и Кубке. 16 февраля было объявлено о снятии команды «Тамбова» с молодёжного первенства, однако 20 февраля клуб уведомил, что молодёжная команда продолжит играть.
В течение 2020 года в СМИ появлялись сообщения, в том числе подтверждаемые генеральным директором «Тамбова» Павлом Худяковым, о возможной вероятности переезда клуба в другой город (Нижний Новгород, Краснодар, Саранск) и смене названия с объединением или рокировкой с тамошними клубами.
2 мая 2021 года ФК «Тамбов» проиграл «Ростову» со счётом 0:2 и потерял шансы на сохранение прописки в РПЛ. В тот же день руководство клуба объявило о том, что «Тамбов» по окончании сезона лишится профессионального статуса. В последней игре «Тамбов» на «Мордовия Арене» 16 мая проиграл досрочно выигравшему чемпионат санкт-петербургскому «Зениту», прибывшему в Саранск без легионеров, со счётом 1:5.

### Конец
С 17 мая все сотрудники клуба были уволены, за исключением генерального директора, которая продолжала работу до утверждения конкурсного управляющего в рамках назначенной в середине апреля 2021 года решением арбитражного суда Тамбовской области процедуры наблюдения.
На сезон-2021/22 имелись намерения заявить в ПФЛ команду «Академия футбола» одноимённой спортшколы, однако этот не имеющий отдельного юридического лица клуб РФС не был допущен до процедуры лицензирования в соответствии с постановлением исполкома РФС «Об обеспечении защиты интересов субъектов футбола в случае утраты клубом профессионального статуса», так как школа представляла собой аффилированную к ФК «Тамбов» структуру, вследствие того, что ранее была соучредителем «Тамбова».
В качестве субъекта футбола существование «Тамбова» завершилось 16 мая 2021 года. 6 октября 2021 года стало известно, что арбитражный управляющий ФК «Тамбов» в ходе анализа его финансового состояния не обнаружил признаков фиктивного и преднамеренного банкротства. 20 октября 2021 года Арбитражный суд Тамбовской области признал банкротом юрлицо футбольного клуба «Тамбов».

### Скандалы
30 сентября 2021 года бывший генеральный директор клуба Ольга Коновалова, проходящая подозреваемой по трём обвинениям по статье 159 УК РФ в деле о махинациях с бюджетными средствами, решением суда была взята под стражу сроком на два месяца. 24 ноября того же года был задержан бывший спортивный директор команды Павел Худяков, являющийся фигурантом ряда уголовных дел, связанных с хищением субсидий, выделявшихся властями области в течение нескольких лет.

## Символика

### Клубные цвета
| Красный | Синий |

### Логотип
Первый логотип футбольного клуба представлял собой щит, рассечённый на две части: левая сторона окрашена красным, а правая синим, тем самым отсылая к цветам флага Тамбовской области. В верхней части щита находилась надпись «ФК Тамбов», в центре располагался футбольный мяч, а в нижней части логотипа размещался герб Тамбовской области.
Перед сезоном 2019/20 «Тамбов» совершил ребрендинг: вместо герба Тамбовской области появились волк («Тамбовский волк») и мяч, надпись над ними «ФК Тамбов» стала крупнее, а цвета (красный и синий) более тёмными.
В преддверии сезона 2020/21 клуб презентовал новый логотип, выполненный в синем цвете с белым орнаментом, который представлял собой голову волка, внутри которой размещена буква «Т». В разработке нового фирменного стиля принимали участие представители футбольного клуба и студии спортивного дизайна Quberten.

### Форма клуба
| 2019—2020 | 2020—2021 |

| 2019—2020 | 2020—2021 |

| 2019—2020 |

## Домашние стадионы
Домашним стадионом клуба является стадион «Спартак». Из-за его несоответствия требованиям Премьер-лиги в сезоне 2019/20 клуб проводил домашние матчи на стадионах «Мордовия Арена» в Саранске и «Нижний Новгород» в одноимённом городе. Работы по реконструкции стадиона «Спартак» начались в 2017 году, предполагалось, что стадион «Спартак» будет соответствовать требованиям Премьер-лиги по ходу сезона 2019/20, осенью, однако работы не были завершены даже к сезону 2020/21, в котором команда вновь играла на «Мордовия Арене». В июле 2020 года спортивным директором «Тамбова» Павлом Худяковым было заявлено, что после реконструкции тамбовский стадион «Спартак» станет вмещать 10 000 зрителей (ранее сообщалось о цифре в 15 000). В дальнейшем выяснилось о планах завершить реконструкцию до весенней части чемпионата 2020/21, при этом по состоянию на начало ноября 2020 года имелись вопросы в части возможности их реализации из-за финансовых проблем клуба.
В ФНЛ ряд матчей команда провела на стадионе «Локомотив» (там же играла команда клуба, участвовавшая в молодёжном первенстве РПЛ), в крытом манеже спортивно-тренировочного центра «Тамбов» (включая домашний стыковой матч за выход в Премьер-лигу с «Амкаром» в 2018 году) и в Химках (на стадионах «Родина» и «Новые Химки»).

## Главные тренеры
| 2013      | Сергей Первушин         |
| 2013—2015 | Сергей Передня          |
| 2015—2016 | Валерий Есипов          |
| 2016      | Александр Малин (и. о.) |
| 2016—2018 | Андрей Талалаев         |
| 2018      | Тимур Шипшев            |
| 2019      | Мурат Искаков           |
| 2019      | Александр Григорян      |
| 2019      | Сергей Первушин (и. о.) |
| 2019—2020 | Тимур Шипшев            |
| 2020—2021 | Сергей Первушин         |

## Игроки-рекордсмены
Указаны футболисты с наибольшим числом матчей за клуб по данным издания «Спорт-Экспресс».
| Игрок              | Страна           | Матчи | Период    |
| ------------------ | ---------------- | ----- | --------- |
| Алексей Рыбин      | Россия           | 180   | 2015—2020 |
| Олег Чернышов      | Россия           | 169   | 2014—2020 |
| Андрей Часовских   | Россия           | 135   | 2013—2020 |
| Евгений Шляков     | Россия           | 125   | 2016—2019 |
| Сергей Шевчук      | Украина          | 97    | 2016—2018 |
| Алексей Михалёв    | Россия           | 97    | 2014—2018 |
| Илья Спицын        | Россия           | 95    | 2013—2017 |
| Антон Килин        | Россия           | 90    | 2018—2020 |
| Евгений Овсиенко   | Россия           | 89    | 2016—2019 |
| Валерий Чуперка    | Молдова · Россия | 78    | 2018—2020 |
| Александр Горбатюк | Россия           | 75    | 2017—2019 |
| Михаил Тыняный     | Россия           | 74    | 2013—2016 |
| Андрей Мурнин      | Россия           | 73    | 2017—2019 |
| Максим Трусевич    | Украина          | 72    | 2016—2018 |
| Денис Поярков      | Россия           | 71    | 2015—2017 |

## Достижения
Чемпионат России
- 14-е место: 2019/20

ФНЛ
- Победитель: 2018/19

ПФЛ (зона «Центр»)
- Победитель: 2015/16
- Бронзовый призёр: 2014/15

Кубок России
- 1/8 финала (2): 2017/18, 2020/21

Кубок ФНЛ
- Финалист: 2020
- Бронзовый призёр: 2019

## Выступления в чемпионатах России
| Сезон   | Соревнование                  | Место                         | И  | В  | Н  | П  | Голы  | Очки | Бомбардир                                     |
| ------- | ----------------------------- | ----------------------------- | -- | -- | -- | -- | ----- | ---- | --------------------------------------------- |
| 2013/14 | Первенство ПФЛ (зона «Центр») | 12 из 16                      | 30 | 8  | 7  | 15 | 38-44 | 31   | М. Тыняный (11)                               |
| 2014/15 | Первенство ПФЛ (зона «Центр») | из 16                         | 30 | 19 | 8  | 3  | 71-26 | 65   | Н. Андреев (13)                               |
| 2015/16 | Первенство ПФЛ (зона «Центр») | из 14                         | 26 | 15 | 9  | 2  | 41-19 | 54   | Р. Григорян (8)                               |
| 2016/17 | Первенство ФНЛ                | 5 из 20                       | 38 | 15 | 12 | 11 | 42-34 | 57   | С. Шевчук (7)                                 |
| 2017/18 | Первенство ФНЛ                | 4 из 20                       | 38 | 20 | 8  | 10 | 57-36 | 68   | С. Козырьков (10)                             |
| 2017/18 | Стыков. матчи за выход в РФПЛ | Стыков. матчи за выход в РФПЛ | 2  | 0  | 0  | 2  | 0-3   | 0    |                                               |
| 2018/19 | Первенство ФНЛ                | из 20                         | 38 | 21 | 10 | 7  | 55-35 | 73   | Х. Аппаев (8) С. Себаи (8)                    |
| 2019/20 | РПЛ                           | 14 из 16                      | 30 | 9  | 4  | 17 | 37-41 | 31   | М. Костюков (7) Г. Мелкадзе (7) В. Обухов (7) |
| 2020/21 | РПЛ                           | 16 из 16                      | 30 | 3  | 4  | 23 | 19-65 | 13   | Г. Онугха (4)                                 |

## Выступления в Кубках России
| Сезон   | Дата             | Раунд   | Счёт               | Соперник                |
| ------- | ---------------- | ------- | ------------------ | ----------------------- |
| 2013/14 | 11 июля 2013     | 1/256   | 0:3                | Звезда (Рязань)         |
| 2014/15 | 8 июля 2014      | 1/256   | 2:2 д.в., пен. 4:1 | Сатурн (Раменское)      |
| 2014/15 | 29 июля 2014     | 1/128   | 2:0                | Зенит (Пенза)           |
| 2014/15 | 12 августа 2014  | 1/64    | 0:2                | Металлург (Липецк)      |
| 2015/16 | 16 июля 2015     | 1/256   | 2:0                | Зенит (Пенза)           |
| 2015/16 | 24 июля 2015     | 1/128   | 2:0                | Рязань (Рязань)         |
| 2015/16 | 7 августа 2015   | 1/64    | 3:1                | Локомотив (Лиски)       |
| 2015/16 | 26 августа 2015  | 1/32    | 1:0                | Арсенал (Тула)          |
| 2015/16 | 23 сентября 2015 | 1/16    | 2:3                | Крылья Советов (Самара) |
| 2016/17 | 24 августа 2016  | 1/32    | 3:1                | Калуга (Калуга)         |
| 2016/17 | 22 сентября 2016 | 1/16    | 0:5                | Зенит (Санкт-Петербург) |
| 2017/18 | 23 августа 2017  | 1/32    | 1:0                | Энергомаш (Белгород)    |
| 2017/18 | 20 сентября 2017 | 1/16    | 1:0                | Арсенал (Тула)          |
| 2017/18 | 25 октября 2017  | 1/8     | 0:2                | Авангард (Курск)        |
| 2018/19 | 22 августа 2018  | 1/32    | 4:4 д.в., пен. 4:2 | Калуга (Калуга)         |
| 2018/19 | 27 сентября 2018 | 1/16    | 1:2 д.в.           | Крылья Советов (Самара) |
| 2019/20 | 25 сентября 2019 | 1/16    | 0:4                | Томь (Томск)            |
| 2020/21 | 16 сентября 2020 | Гр.этап | 2:1                | Машук-КМВ               |
| 2020/21 | 21 октября 2020  | Гр.этап | 2:0                | Динамо (Брянск)         |
| 2020/21 | 21 февраля 2021  | 1/8     | 0:3                | Локомотив (Москва)      |